# Rhone Rangers
Les Rhone Rangers sont un groupe de vignerons californiens qui vise à promouvoir l'utilisation des cépages des Côtes-du-rhône. Ils sont situés pour la plupart sur la  Côte centrale de Californie et ont fondé une association à but non lucratif pour la promotion des vins contenant au moins 75 % de cépages des vignobles de la vallée du Rhône. Leur nom est un jeu de mots avec le personnage The Lone Ranger, un mélange de Zorro et de Robin des Bois qui lutte contre l'injustice aux États-Unis. Ce groupe s'est formé dans les années 1980, sans structure ni organisation formelle et s'est dissous au début des années 1990. Il a été relancé à la fin des années 1990 et lutte pour que la syrah et les cépages rhodaniens soient plus répandus dans les vignobles californiens. L'organisation est semblable à celle de « Zinfandel Advocates and Producers » (ou ZAP) qui a réussi à promouvoir le cépage zinfandel. Aujourd'hui, parmi ses membres on compte aussi des propriétaires de domaines d'Idaho, de Virginie et de l'État de Washington

## Histoire
Si l'on excepte quelques précurseurs comme Joseph Phelps et Estrella River, pionniers de la syrah, John Alban a été le premier à planter des cépages rhodaniens dans la côte centrale de Californie. Dans les années 1980, Randall Grahm de « Bony Doon Vineyard » et Bob Lindquist de « Qupé Wine Cellars » ont commencé à populariser les cépages typiques des côtes-du-rhône. 

### Le pionnier: Randall Grahm

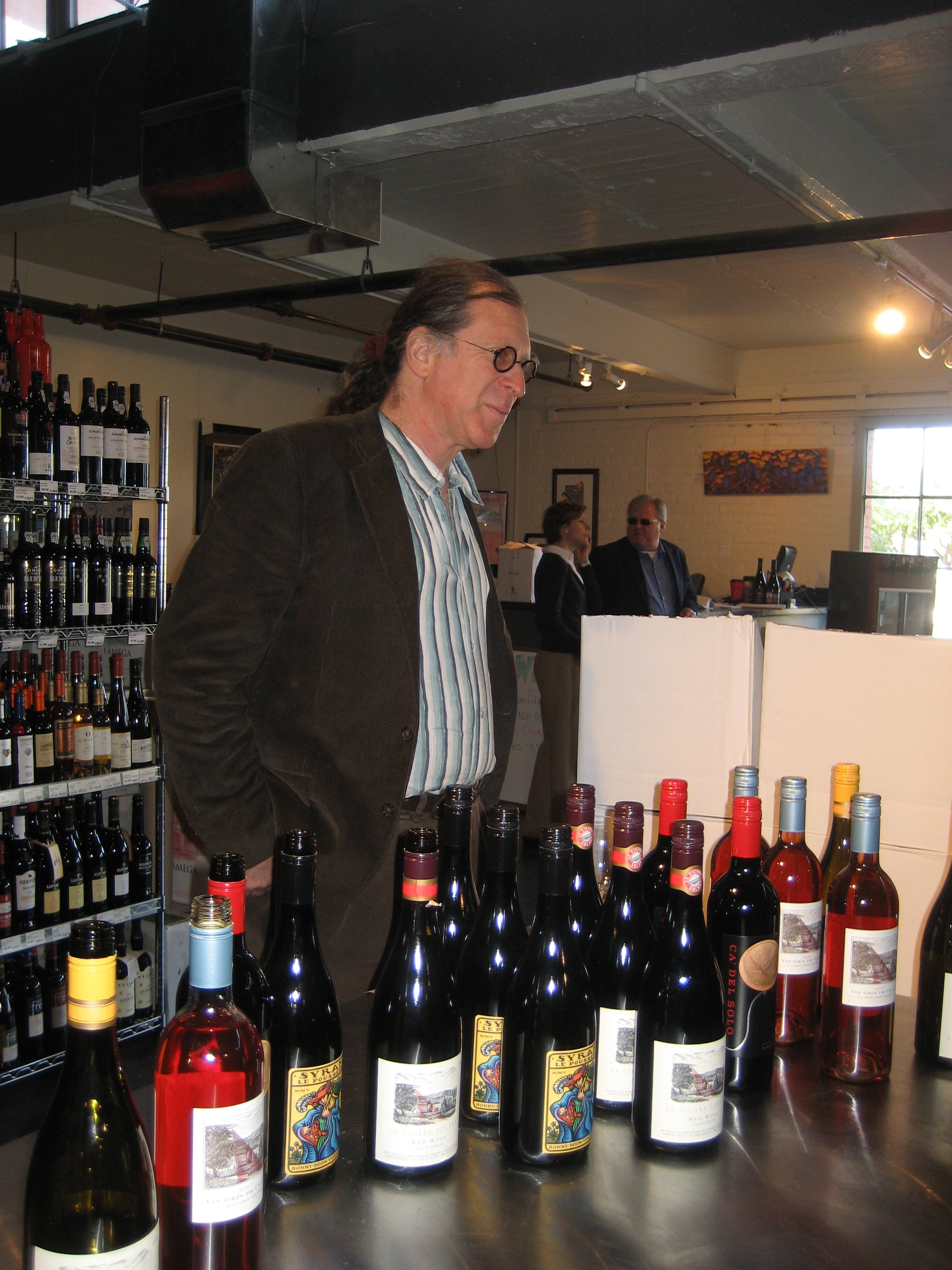
Randall Grahm
Propriétaire de Bonny Doon Vineyards

Plusieurs articles de presse ont été consacrés à Randall Grahm, au cours de l'année 1986, et ce vigneron, qui allie sérieux dans son métier et humour dans la vie, n'a pas hésité à poser pour la une de Wine Spectator avec une bouteille dans chaque étui à pistolet. Il n'a pas hésité non plus à donner à l'une de ses cuvées de vin rouge le nom de « Cigare Volant » en souvenir de l'arrêté municipal historique de Châteauneuf-du-Pape interdisant le survol de la commune par tout OVNI.  
Et c'est en hommage à son ami Daniel Brunier propriétaire du « Vieux Télégraphe », un des vins les plus renommés de l'appellation châteauneuf-du-pape, qu'il a nommé une autre de ses cuvées « Old Telegramm ». Autant d'initiatives qui soulevèrent un vif intérêt parmi les producteurs californiens dont les vignobles étaient complantés en cépages rhodaniens.

### L'organisateur: John Buechsenstein
Ce fut le cas de John Buechsenstein, vinificateur à Mc Dowell Valley Winery qui possédait des vignes de syrah et de grenache plantées en 1919, et de Steve Edmunds de Edmunds-Saint-John Winery. 
Lors d'une réunion du 7 décembre 1987, à Albany, regroupant des producteurs ayant tous dans leurs vignobles grenache, cinsault, syrah, mourvèdre, viognier roussanne et marsanne, ils décidèrent de se regrouper dans un mouvement qu'ils baptisèrent Rhone Rangers. 
Peu de temps après, au restaurant Oliveto, à Oakland, en Californie, une dégustation de leurs vins fut organisée par quinze wineries pour la presse. Puis ces deux leaders, avec la collaboration de James Lapsley, professeur de l'Université Davis Extension en Californie, mirent sur pied un stage qui se déroula le 3 décembre 1988 à l'Université Davies avec pour thème : « La production des cépages rhodaniens en Californie ». Une véritable révolution.

### Le théoricien: Robert W. Mayberry
La sortie du livre de Robert Westmorland Mayberry, en 1989, tomba à point. Ce professeur d'université dans le Maryland avait durant plus d'une décennie étudié les composantes des différents terroirs de la vallée du Rhône et passé au crible plus de trois cents caves  de cette zone de production. Il fut invité à faire une conférence aux Rhone Rangers avec le professeur Austin Goheen, qui traita des greffons, alors que Randall Grahm, Greg Willams, John Buechsenstein et Steve Edmunds  s'exprimèrent sur les questions de vinification et d'élevage des vins.
Cette « Journée de Davies » se conclut par une séance de dégustation, en cours d'après-midi, où les Rhone Rangers firent déguster leurs productions en parallèle avec les vins de la vallée du Rhône qui les avaient inspirés : hermitage blanc de Chave, cornas de Guy de Barjac et de Noël Verset, châteauneuf-du-pape de Château Rayas, côtes-du-rhône villages Rasteau de Rabasse-Charavin, bandol du Château de Pibarnon et du Domaine Tempier. 
Le succès de cette journée complétée par un nouveau stage à Davis organisé conjointement par John Buechsenstein et Robert Mayberry, le 2 décembre 1989, a contribué à la replantation de nombreuses variétés qui étaient en voie de disparition en Californie comme le grenache, le mourvèdre et le viognier. Les plantations de syrah ont également augmenté de façon spectaculaire.

### Du cépage au terroir
Les Rhone Rangers ont contrarié un certain nombre de principes bien établis en Californie. Ils ont mis à mal l'idée que seuls les cépages issus des terroirs bourguignons ou bordelais avaient une certaine noblesse. S'opposant à la mode du chardonnay et du cabernet, ils adaptent leur encépagement en choisissant des variétés rhodaniennes ou méditerranéennes. De plus, ils s'opposent fermement à la vogue du bois neuf et c'est Steve Edmunds qui déclare : « Le caractère riche des vins de Rhone Valley ne nécessite pas le passage en bois ». 
Ils sont très attentifs à la façon de vinifier des vignerons de la vallée du Rhône, y compris la vinification par grappes entières légèrement foulées. Cette méthode, initialement amorcée avec le pinot se propage actuellement très vite compte tenu de ses résultats qualitatifs en présence de rafles mûres. 
Des approches nouvelles de vinification qui sont confortés par l'apparition de la notion de terroir. Robert Mayberry a constaté « Un glissement de l'esprit de cépage, jusqu'ici tout puissant, à un esprit de terroir, glissement qui constitue véritablement une révolution dans cette région du Nouveau Monde ».
De nos jours des négociants et producteurs de la vallée du Rhône, comme le Château de Beaucastel à Châteauneuf-du-Pape se sont implantés en Californie.  Les frères Perrin, propriétaires de Beaucastel, qui ont nommé leur winery californienne « Tablas Creek », insistent pour que les treize cépages typiques de châteauneuf-du-pape y soient utilisés en adaptation au terroir.

## Types de vins

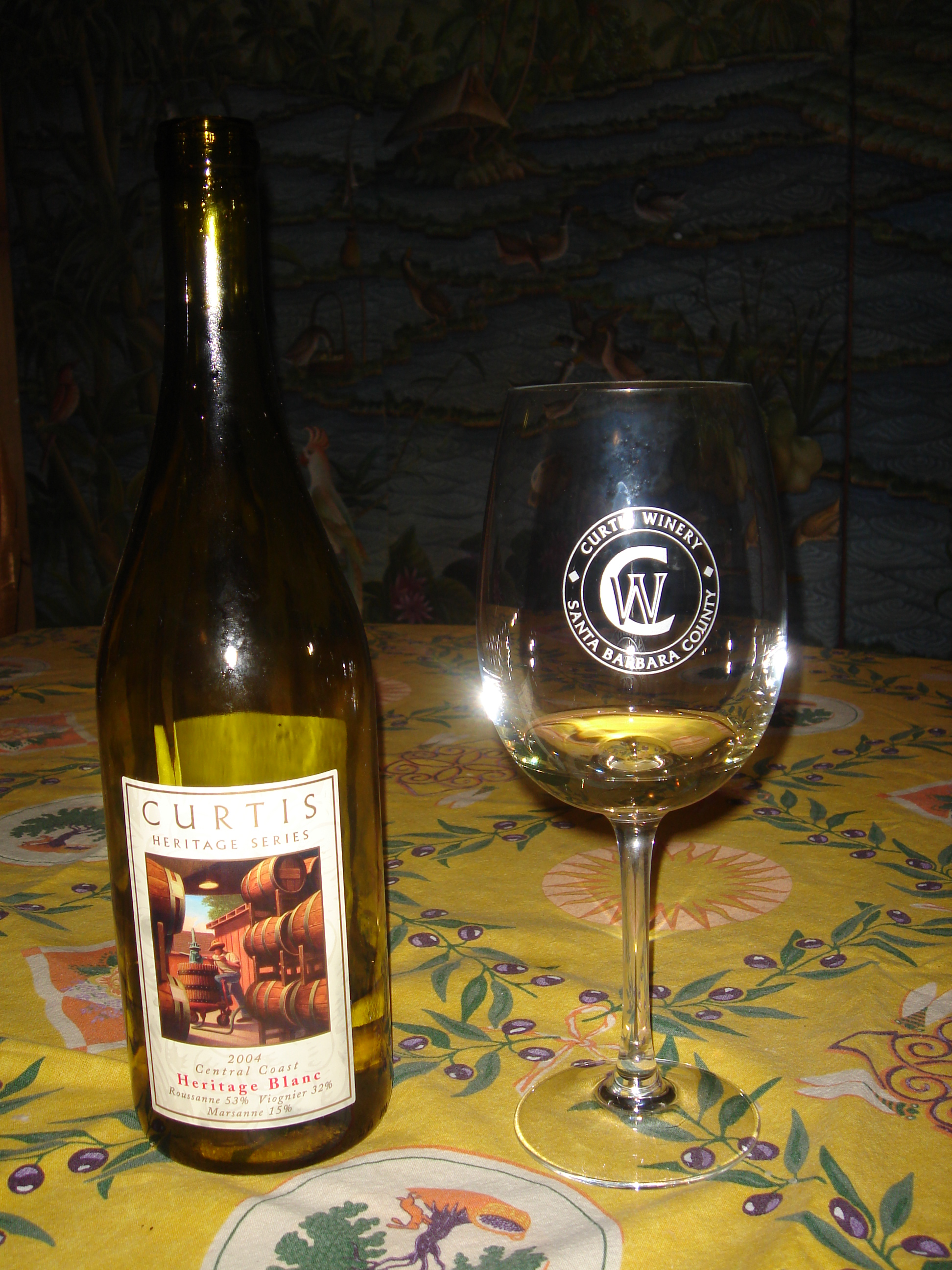
Vin blanc californien avec assemblage de viognier, marsanne et roussanne

La plupart des vins de côtes-du-rhône méridionales sont produits par assemblage de cépages. Un texte de la loi fédérale californienne définit le vin de cépage comme issu à plus de 75 % d'un cépage unique, les principaux assemblages pour le vin rouge des Rhone Rangers sont :
- « type Châteauneuf-du-pape » : la moitié de grenache et syrah et/ou mourvèdre
- « type temps chaud »[15] : grenache, cinsault et carignan en proportions variables pour vendanges précoces
- « type Australien » : syrah et cabernet sauvignon

Le mélange marsanne-roussanne est le plus classique pour les vins blancs. Dans les côtes-du-rhône septentrionales, le viognier est vinifié seul ou mélangé à des cépages rouges mais dans les côtes-du-rhône méridionales comme dans les vignobles des Rhone Rangers il s'assemble avec beaucoup d'autres.

## Cépages utilisés
Les principaux cépages rouges rhodaniens utilisés par les Rhone Rangers sont le carignan, cinsault, counoise, grenache, mourvèdre, muscardin, syrah, durif (petite sirah), picpoul noir, terret noir et vaccarèse. Le zinfandel a des origines en Croatie  et dans le Sud de l'Italie mais ses affinités avec le style du Rhône Valley l'a fait accepter comme « membre honoraire » du club. Le durif, cépage du Sud-Ouest de la France est très utilisé en Californie sous le nom de petite sirah et son style est similaire aux cépages rouges de la vallée du Rhône. En 2002, des analyses ADN ont montré que le durif est un croisement spontané du cépage peloursin et de la syrah, il a donc été accepté dans les cépages des Rhone Rangers.
Les principaux cépages de blancs utilisés sont bourboulenc, clairette, grenache blanc, marsanne, muscat blanc à petits grains, picardan, picpoul, roussanne, ugni et viognier.